# سعد لمجرد
سعد بشیر لَمْجَرِّد (عربی: سعد البشير لمجرد؛ زادهٔ ۷ آوریل ۱۹۸۵، در رباط) خواننده، آهنگساز، بازیگر، نوازنده چند ساز، رقصنده و تهیه‌کننده موسیقی مراکشی است. موزیک ویدیوی رسمی او برای آهنگ "LM3ALLEM" بیش از ۱ میلیارد بازدید در یوتیوب داشته است. او بیش از ۴ میلیارد بازدید و ۱۴ میلیون عضو در کانال یوتیوب خود داشته است.
پدرش بشیر لمجرد معروف به بشیر عبدو خوانندهٔ کلاسیک و مادرش نزهت رکراکی بازیگر و کمدین سال‌های دور مراکش است. سعد از سنین کودکی به موسیقی علاقه‌مند بود و در اوایل چهار سالگی نواختن پیانو را شروع کرد.لمجرد در سال ۲۰۰۷ در برنامه سوپر استار که از شبکه المستقبل لبنان پخش می‌شد، شرکت کرد و مقام دوم این مسابقه را کسب کرد. او در سال ۲۰۰۹ اولین ترانه خود به نام «واعدینی» را منتشر کرد. در سال ۲۰۱۱ لمجرد با حضور در یک مجموعۀ تلویزیونی مراکشی بنام احلام نسیم به عنوان بازیگر نقش اول مرد فعالیت بازیگری خود را آغاز کرد و چندی بعد در یک فیلم سینمایی بنام الروح حضور پیدا کرد.

## زندگی‌نامه
سعد لمجرد متولد (۷ آوریل ۱۹۸۵) در شهر رباط مراکش است. پدرش بشیر لمجرد معروف به بشیر عبدو خوانندهٔ کلاسیک و مادرش نزهت رکراکی بازیگر و کمدین سال‌های دور مراکش است. سعد از سنین کودکی به موسیقی علاقه‌مند بود و در اوایل چهار سالگی نواختن پیانو را شروع کرد. سپس برای تحصیل در رشتهٔ موسیقی به هنرستان موسیقی واقع در شهر رباط (زادگاهش) رفت و در آنجا به تحصیل موسیقی، تئوری هنر و رقص پرداخت. در سال ۲۰۰۱ به لبنان و سپس به ایالت متحده آمریکا نقل مکان کرد و به مدت ده سال در شهر نیویورک زندگی کرد. او این مسئله را یکی از اصلی‌ترین منابع الهام بخش موسیقی خود عنوان کرده و این تجربه را برای قرار گرفتن در معرض موسیقی غربی و تأثیرگذاری در سبک او و نوع هنری که می‌خواست عنوان کند بسیار مؤثر می‌داند.

## زندگی شخصی
سعد لمجرد زندگی عاشقانهٔ بسیار خصوصی دارد. شایعاتی مطرح شده که طبق آن‌ها او زمانی که در ایالات متحده آمریکا اقامت داشت یک بار ازدواج کرده و حوالی سال ۲۰۱۵ از همسرش جدا شده‌است. وقتی در رسانه‌ها از او در این باره سؤال شد، او حسادت را مقصر دانست و ادعا کرد که این امر می‌تواند واقعاً زندگی را از بین ببرد.
سعد لمجرد در ۱۱ سپتامبر ۲۰۲۲،نامزدی خود را با تاجر و دوست قدیمی خود،غیثه العلاکی اعلام و در همان ماه با وی ازدواج کرد.

## شروع به کار
لمجرد در سال ۲۰۰۷ در برنامه سوپر استار که از شبکهٔ المستقبل لبنان پخش می‌شد، شرکت کرد و مقام دوم این مسابقه را کسب کرد. او در سال ۲۰۰۹ اولین ترانهٔ خود به نام «واعدینی» را منتشر کرد. در سال ۲۰۱۱ لمجرد با حضور در یک مجموعۀ تلویزیونی مراکشی بنام احلام نسیم به عنوان بازیگر نقش اول مرد فعالیت بازیگری خود را آغاز کرد و چندی بعد در یک فیلم سینمایی بنام الروح حضور پیدا کرد. اولین آلبوم لمجرد در سال ۲۰۱۳ با عنوان ولا علیک منتشر شد. او در همان سال دو EP دیگر بنام «سلینا» و «آنتی» منتشر کرد که آهنگ آنتی به یکی از پر بازدیدهای لمجرد تبدیل شد. نام سعد لمجرد و آهنگ معلم که در سال ۲۰۱۵ منتشر کرد؛با ثبت رکورد ۱ میلیارد بازدید کننده در یوتیوب، در کتاب گینس ثبت شده‌است.

## فعالیت‌ها

### آلبوم‌ها
- ولا علیک (۲۰۱۳)

### آهنگ‌ها
- "واعدینی" (۲۰۰۹)
- "ساعه سعیده" (۲۰۱۲)
- "سلینا" (۲۰۱۲)
- "وانا معاک" با هنرمند اسما لمنور (۲۰۱۴)
- "انتی باغیة واحد" (۲۰۱۴)
- "یا انسان" با هنرمند صلاح الکردی (۲۰۱۴)
- "مال حبیبی مالو"
- "لمعلم" (۲۰۱۵)
- "انا ماشی ساهل (۲۰۱۶)
- "غلطانه" (۲۰۱۶)
- "ليت غو" (۲۰۱۷)
- "غزالی" (۲۰۱۸)
- "بدک ایه" (۲۰۱۸)
- "نجیبک" (۲۰۱۹)
- "انسای" با هنرمند محمد رمضان (۲۰۱۹)
- "یخلیک للی" (۲۰۱۹)
- " دابا تزیان " (۲۰۱۹)
- "سلام" (۲۰۱۹)
- "اسف حبیيی" با فناير (۲۰۲۰)
- "شدت وبتزول" با هنرمند صلاح الكردي (۲۰۲۰)
- "باب الرجاء" با هنرمند محمد رضا (۲۰۲۰)
- "عدی الکلام" (۲۰۲۰)
- "لوجه تانی" با هنرمند زهیر باهاوی (۲۰۲۱)
- "الغادی وحدو" (۲۰۲۱)
- "نادی یا الله" (۲۰۲۱)
- "صحره الصباحی"با هنرمند redone صابر الرباعی (۲۰۲۱)
- "انتی حیاتی" با هنرمند calema (۲۰۲۱)

### سریال‌ها
- «أحلام نسیم»
- «دابا تزيان»

### فیلم‌ها
- «الروح»

## اتهام تجاوز
عصر روز ۲۹ اکتبر ۲۰۱۶، سعد مجرد به اتهام «تجاوز به عنف با شرایط تشدید جرم و جنایت» احتیاطی در فرانسه بازداشت شد؛ در حالی که وکیل او گفته که رابطه بر اساس رضایت طرفین بوده و تجاوزی روی نداده‌است.

## جوایز
| سال  | عنوان                         | جایزه                                      | کار              |
| ---- | ----------------------------- | ------------------------------------------ | ---------------- |
| ۲۰۱۴ | MTV Europe Music Award        | الترشح: أفضل فنان فی إفریقیا والشرق الاوسط | أنتی             |
| ۲۰۱۴ | Morocco Music Awards          | أفضل أغنیة مغربیة                          | أنتی             |
| ۲۰۱۵ | موسوعة غینیس للأرقام القیاسیة | تحطیم رقم قیاسی فی المشاهدات علی الیوتیوب  | لمعلم            |
| ۲۰۱۵ | الموریحبیسبخح                 | KHG                                        | أنتی             |
| ۲۰۱۵ | DearGuest Award               | أفضل أغنبة عربیة                           | لمعلم            |
| ۲۰۱۶ | الموریکس دور                  | أفضل مطرب عربی                             | لمعلم            |
| ۲۰۱۶ | Big Apple Music Awards        | الترشح: أفضل فنان فی إفریقیا والشرق الاوسط | لمعلم            |
| ۲۰۱۷ | برنامج أنغامی                 | جائزة أکثیر من ۱۰۰ میلیون مستمع            | أغانیه الموسیقیة |
| ۲۰۱۷ | جائزة الموسیقی العربیة        | أفضل أغنیة مغربیة                          | غلطانة           |
| ۲۰۱۷ | جائزة الموسیقی العربیة        | أفضل فیدیو کلیب علی الیوتیوب               | أنا ماشی ساهل    |
| ۲۰۱۷ | جائزة الموسیقی العربیة        | أفضل أغنیة عربیة                           | غلطانة           |
| ۲۰۱۷ | الموریکس دور                  | جائزة الجمهور                              | سعد لمجرد        |
| ۲۰۱۷ | الموریکس دور                  | أفضل أغنیة عربیة                           | غلطانة           |